# DPF Padel Series
DPF Padel Series er en dansk turneringsserie i padeltennis, og fungerer som den danske pendant til World Padel Tour. 
Turneringsserien består af seks årlige udgaver, spillet i seks forskellige centre rundt omkring i landet, og et finaleevent i slutningen af året. 
Første udgave af DPF Padel Series blev spillet i Ikast i 2022. 
Ved hver DPF Padel Series spilles der et DPF1000 event, både for herrer og damer. Man spiller for at samle point ind til den danske rangliste.
DPF Padel Series blev lanceret i 2022 af Dansk Padel Forbund.

## Udgaver af DPF1000
| Navn                                                  | Dato                  | Vært                         | Herrer                                   | Runner-up                                | Kvinder                          | Kommentatorer til finalerne                        |
| ----------------------------------------------------- | --------------------- | ---------------------------- | ---------------------------------------- | ---------------------------------------- | -------------------------------- | -------------------------------------------------- |
| Carlsberg Nordic Padel Series #4                      | 21-22. Juni 2024      | Padel Yard, Reffen           | Marc Møller Emil Domela                  | Oscar Sebber Ricard Manchon              | Gitte Haxen Mari Carmen Villalba | Daniel Sønderby Mikkel Hansen                      |
| Carlsberg Nordic Padel Series #3                      | 24-25. Maj 2024       | Pakhus77, Aarhus             | Nils Skajaa Esben Hess                   | Emil Lilleøre Mads Laudrup               | Simone Alipieva Julia Wiese      | Daniel Sønderby Jesper Hougaard                    |
| Carlsberg Nordic Padel Series #2                      | 15-16. Marts 2024     | Padel 7500, Holstebro        | Oscar Sebber Ricard Manchon Zugasti      | Christoffer Persson Anton Andersson      | Ikke afholdt                     | Daniel Sønderby Jesper Hougaard                    |
| Carlsberg Nordic Padel Series #1                      | 26-27. Januar 2024    | Kif Padel Club, Kolding      | Oscar Sebber Ricard Manchon Zugasti      | Emil Lilleøre Alex Loughlan              | Gitte Haxen Mari Carmen Villalba | Daniel Sønderby Jesper Hougaard                    |
| Carlsberg Nordic Padel Series - FINALS 2023 [DPF2000] | 24-25. November 2023  | Racket Club, Taastrup        | Pol Espinal Rey Ricard Manchon Zugasti   | Nils Skajaa Esben Hess-Olesen            | Gitte Haxen Carla Rodriguez      | Daniel Sønderby Jesper Hougaard                    |
| Carlsberg Nordic Padel Series #6                      | 27-28. Oktober 2023   | KIF Padel Club, Kolding      | Nils Skajaa Esben Hess-Olesen            | Marc Møller Emil Domela                  | Simone Alipieva Trine Bassett    | Daniel Sønderby Alex Loughlan                      |
| Carlsberg Nordic Padel Series #5                      | 29-30. September 2023 | Padel Skjern                 | Mads Laudrup Mads Elholm                 | Nikolaj Søgaard Emil Okkels              | Mie Skov Maria Rasmussen         | Daniel Sønderby Jesper Hougaard Marc Lundby Hansen |
| Carlsberg Nordic Padel Series #4                      | 18-19 August 2023     | Padel Yard Reffen (Udendørs) | Nils Skajaa Esben Hess-Olesen            | Alex Loughlan Richard Manchon Zugasti    | Mie Skov Maria Rasmussen         | Daniel Sønderby Danijel Deletic                    |
| Carlsberg Nordic Padel Series #3                      | 02-03 Juni 2023       | PadelBoxen, Odense           | Oscar Sebber Richard Manchon Zugasti     | Mads Elholm Emil Okkels                  | Mie Skov Maria Rasmussen         | Daniel Sønderby                                    |
| Carlsberg Nordic Padel Series #2                      | 24-25 Marts 2023      | PadelWorld Ikast             | Nils Skajaa Esben Hess-Olesen            | Oscar Sebber Richard Manchon Zugasti     | Liv Deleuran-Skjold Julia Wiese  | Daniel Sønderby Jesper Hougaard                    |
| Carlsberg Nordic Padel Series #1                      | 27-28 Januar 2023     | Racket Club, Slagelse        | Emil Okkels Mads Elholm                  | Tore Deleuran-Skjold Alex Loughlan       | Gitte Haxen Carla Rodriguez      | Daniel Sønderby Jesper Hougaard Josva Jensen       |
| DPF Padel Series 2022 Finale                          | 26. November 2022     | PadelPadel, Odense           | Nils Skajaa Esben Hess-Olesen            | Emil Lilleøre Willy Tiger Släryd         | Gitte Haxen Maria Rasmussen      | Philip Stærmose Jesper Hougaard                    |
| DPF Padel Series 2022 #6                              | 29. Oktober 2022      | Padel Center Middelfart      | Nils Skajaa Esben Hess-Olesen            | Oscar Sebber Emil Okkels                 | Trine Bassett Maria Rasmussen    | Philip Stærmose Jesper Hougaard                    |
| DPF Padel Series 2022 #5                              | 24. September 2022    | Padel Star, Højbjerg         | Nils Skajaa Esben Hess-Olesen            | Oscar Sebber Sofus Enrum                 | Trine Bassett Anatasia Yakimova  |                                                    |
| DPF Padel Series - HEAD OPEN                          | 20. August 2022       | PadelBoxen, Odense           | Mads Laudrup Martin Monrad               | Tore Deleuran-Skjold Sergio Alba Sanchez | Ikke afholdt                     |                                                    |
| DPF Padel Series 2022 #3                              | 4. Juni 2022          | KIF Padel, Kolding           | Marc Møller Emil Domela                  | Martin Monrad Mads Laudrup               | Gitte Haxen Maria Rasmussen      |                                                    |
| DPF Padel Series 2022 #2                              | 2. April 2022         | Padel Club, Skjern           | Tore Deleuran-Skjold Sergio Alba Sanchez | Esben Hess-Olesen Andreas Bjerrehus      | Trine Bassett Julia Wiese        |                                                    |
| DPF Padel Series 2022 #1                              | 5. Marts 2022         | PadelWorld Ikast             | Marc Møller Emil Domela                  | Emil Okkels Mads Elholm                  | Gitte Haxen Åsa Krüeger          |                                                    |

## Flest sejre
| Rangering | Spiller - Herre         | Totale sejre |
| --------- | ----------------------- | ------------ |
| 1         | Esben Hess-Olesen       | 6            |
| 1         | Nils Skajaa             | 6            |
| 2         | Marc Møller             | 2            |
| 2         | Mads Laudrup            | 2            |
| 2         | Mads Elholm             | 2            |
| 2         | Richard Manchon Zugasti | 2            |
| 2         | Emil Domela             | 2            |
| 3         | Oscar Sebber            | 1            |
| 3         | Tore Deleuran-Skjold    | 1            |
| 3         | Sergio Alba Sanchez     | 1            |
| 3         | Martin Monrad           | 1            |
| 3         | Pol Espinal Rey         | 1            |
| 3         | Emil Okkels             | 1            |

| Rangering | Spiller - Kvinder   | Totale sejre |
| --------- | ------------------- | ------------ |
| 1         | Maria Rasmussen     | 6            |
| 2         | Gitte Haxen         | 5            |
| 3         | Trine Bassett       | 4            |
| 4         | Mie Skov            | 3            |
| 5         | Carla Rodriguez     | 2            |
| 5         | Julia Wiese         | 2            |
| 6         | Åsa Krüeger         | 1            |
| 6         | Anatasia Yakimova   | 1            |
| 6         | Simone Alipieva     | 1            |
| 6         | Liv Deleuran-Skjold | 1            |